# Paul Dahlen

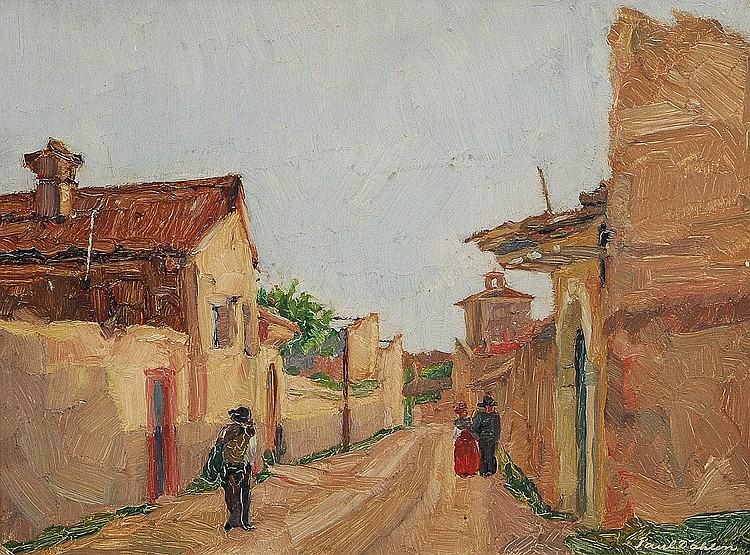
Eine mediterrane Straße mit Personen (um 1907)

Paul Dahlen (* 12. Januar 1881 in Karlsruhe; † 2. Februar 1954 in Wiesbaden) war ein deutscher Maler und Grafiker. Er zählt zu den Wiesbadener Malern und gehörte u. a. der Freien Künstlerschaft Wiesbaden an.

## Leben und Werk

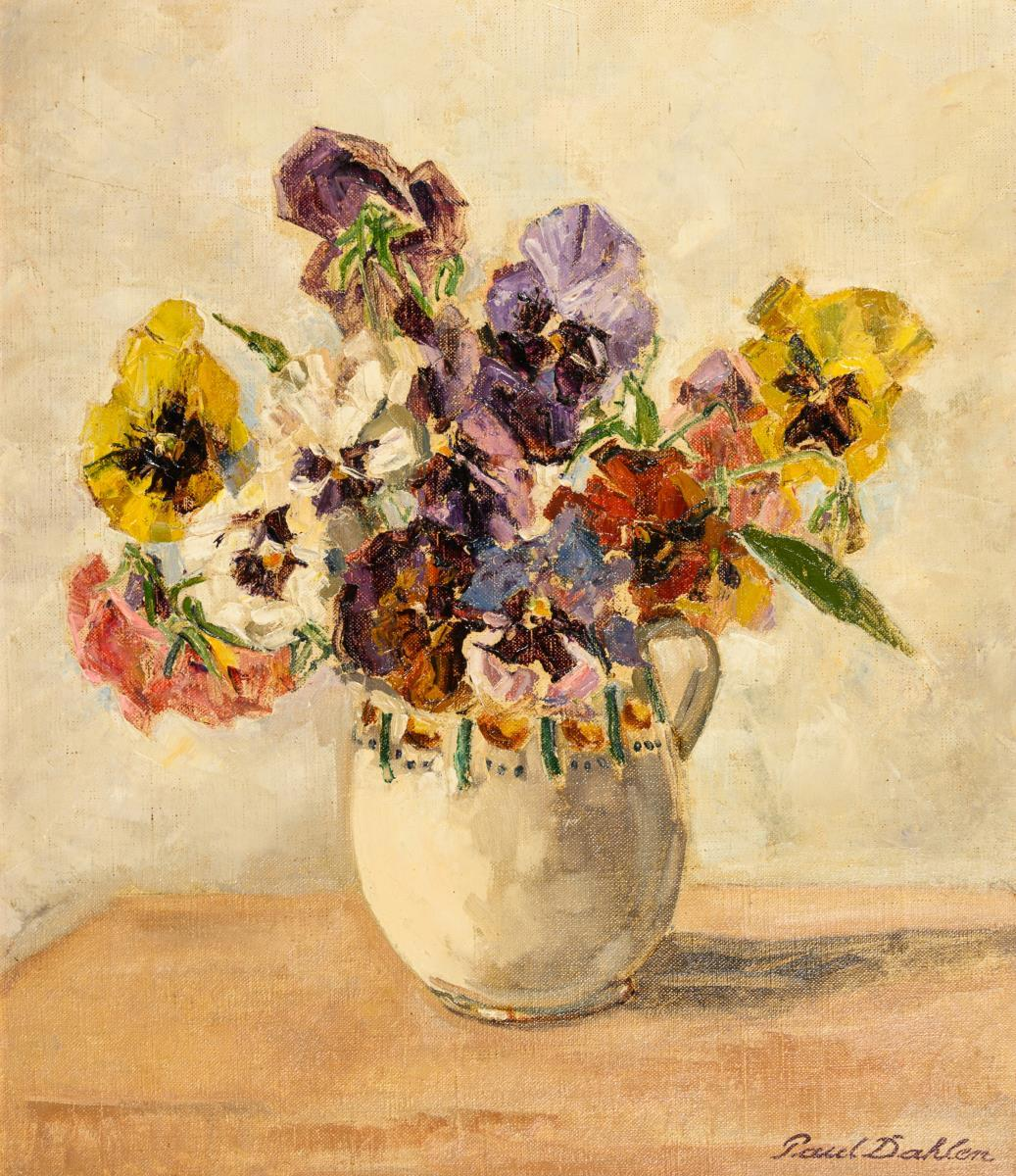
Stiefmütterchen (Um 1900)

Dahlen verbrachte seine Jugend im Weinland des Rheingaus in Geisenheim am Rhein. Später siedelte die Familie nach Wiesbaden, wo er das Gymnasium besuchte. Nach dem Schulabschluss studierte er zunächst in Wiesbaden an der Kunstgewerbeschule. Danach schrieb er sich an der Kunstakademie in Karlsruhe ein, wo sein Malstil von Wilhelm Trübner geprägt wurde, dessen Meisterklasse er absolvierte. 
1907 ging er nach Italien, wo er seine Pleinairmalerei vervollkommnete. Weitere Reisen führten ihn nach Frankreich und auf den Balkan. 1916 ist sein Wohnsitz wieder Wiesbaden.
Zwischen 1914 und 1919 hielt sich Dahlen wiederholt in Hinterpommern, in Großmöllen am Jamunder See auf, den eine Nehrung von der Ostsee trennt. Während seiner dortigen Besuche entstanden in jenem Landstrich viele Zeichnungen und Gemälde, von denen der in Köslin lebende Jurist und Kunstsammler Max von Schmeling (1874–1949) viele erwarb. Aus dessen Fundus richtete das Museum von Köslin 2011/12 eine Ausstellung für Dahlen aus.
Während des Ersten Weltkriegs wurde Dahlen als Kriegsmaler in Rumänien eingesetzt. 1919 nach Wiesbaden zurückgekehrt, trugen ihm seine Landschaftsgemälde vom Rheingau den Beinamen „Maler des Rheins“ ein. Darüber hinaus tat er sich als Graphiker hervor, z. B. gestaltete er das Briefpapier für die ehemalige „Sammlung Nassauischen Altertümer“ am Museum Wiesbaden. Im Nassauischen Kunstverein war er lange Jahre Mitglied des Vorstands.
2013 veranstaltete der Kultur- und Heimatverein von Lorch in Zusammenarbeit mit dem Sammler Georg Breitwieser im städtischen Museum eine Ausstellungsreihe über Dahlens umfangreiches Schaffen mit Werken seiner Zeichnungen, Lithographien, Holzschnitte, Aquarelle, Pastelle und Ölgemälden.